# Liriomyza umbilici
Liriomyza umbilici este o specie de muște din genul Liriomyza, familia Agromyzidae, descrisă de Erich Martin Hering în anul 1927.
Este endemică în Canary Is. Conform Catalogue of Life specia Liriomyza umbilici nu are subspecii cunoscute.